# 矮仔多情
《矮仔多情》，是一部香港電影，由阮世生執導，由王祖藍主演，以及Angelababy、徐子珊、黃婉伶、賈曉晨、官恩娜等人合演，於2009年6月25日上映。

## 簡介
「投資基金天王」藍子杰，每日要管理八百多億資金，不斷尋求「保本」或「進取」的投資項目。與此同時，亦要想盡辦法花掉自己洗不完的身家。每晚，過著奢侈揮霍、吃喝玩樂、酒池肉林的靡爛生活……直到發生「金融海嘯」！「金融海嘯」後，藍子杰身家「小縮水」，但眼見身邊富貴朋友「一鋪清袋」，不禁暗呼僥倖。不過，親密女友Lily卻誤會他輸清身家，遂立即與他反目分手。痛定思痛後，藍子傑決意要以普通人身份，追求心儀女子，力證「講心唔講金」……

## 角色

### 主要角色
- 王祖藍 飾 藍子傑
- AngelaBaby 飾 Angel
- 黄婉伶 飾 Christy／Christine／Chris
- 徐子珊 飾 刀疤珊
- 賈曉晨 飾 沈嘉慧（嘉嘉）

### 客串角色
- 熊黛林 飾 高女人
- 周秀娜 飾 Lily
- 官恩娜 飾 秘書Connie
- 吳國敬
- 張繼聰 飾 馮國基醫生
- 阮兆祥 飾 華Dee
- 梅小惠 飾 Mary姐
- I Love You Boyz 飾 高級俱樂部門神
- 孫慧雪 飾 記者
- 小寶 飾 免費擁抱女孩

## 外部連結
- 881903.COM （页面存档备份，存于）
- 頭條日報 （页面存档备份，存于）
- 《矮仔多情》在香港雅虎的電影頁面（繁體中文）
- 開眼電影網上《矮仔多情》的資料（繁體中文）
- 香港影庫上《矮仔多情》的資料（繁體中文）
- 时光网上《矮仔多情》的資料（简体中文）
- 豆瓣电影上《矮仔多情》的資料 （简体中文）
- 爛番茄上《矮仔多情》的資料（英文）
- AllMovie上《矮仔多情》的资料（英文）
- 互联网电影数据库（IMDb）上《矮仔多情》的资料（英文）
- 評論：鄧小樺〈草根低俗 也要保育——矮仔多情有話要說〉 （页面存档备份，存于）